# Erik Pöysti
Erik Pöysti (17 septembre 1849 à Antrea - 8 mars 1919) est un agriculteur, prédicateur laïc et homme politique finlandais. Il est membre de la Diète finlandaise de 1882 à 1891 et en 1897 et membre du Parlement finlandais de 1908 à 1909 au sein du parti finlandais.